# アポロ・パパサナシオ
アポロ・パパサナシオ（Apollo Papathanasio / 本名Apostolos Papathanasio,1969年3月15日 - ）は、スウェーデン出身のヘヴィメタルボーカリスト。
70年代、80年代のクラシック・ロックに影響を受け、これまでに数多くの腕利きミュージシャンとのセッションを経て現在に至る。表情豊かで安定感のある歌唱力が魅力の実力派。

## 略歴
2000年、リチャード・アンダーソンのプロジェクト、マジェスティックにボーカリストとして参加。同バンド活動終了後も、同じメンバーと共にタイム・レクイエムの一員として活動する。
またそれと平行して、ネオクラシカルメタル系ギタリスト、ステファン・ベリ率いるメドゥーザの2枚のアルバムにも参加。2005年には、スペインのギタリストJordi Sandalinasのバンド、Sandalinasでもボーカルを務めている。
更に、2003年からイン・フレイムスのニクラス・エンゲリンが中心メンバーであるガーデニアンに加入。同バンドは2004年に解散したが、アポロ・パパサナシオ自身が参加した音源は残されなかった。
その後2006年よりガス・G率いるファイアーウインドに在籍。また2010年には、JBが脱退したマイケル・アモットのスピリチュアル・ベガーズに参加し、同年10月のLOUD PARK 2010に出演のため来日した。2011年にもファイアーウインドのメンバーとして日本公演を行う。
この他にも、元WUTHERING HEIGHTSのギタリスト、ヘンリック・フライマンのバンド、イーヴル・マスカレードに参加するなど、その活躍は多岐に渡っている。

## ディスコグラフィ

### Majestic
- Trinity Overture（2000年）

### Time Requiem
- Time Requiem（2002年）
- Unleashed in Japan（2003年）
- The Inner Circle of Reality（2004年）

### Meduza
- Now and Forever（2002年）
- Upon the World（2004年）

### Sandalinas
- Living on the Edge（2005年）

### Evil Masquerade
- Third Act（2006年）
- Fade to Black（2009年）

### Firewind
- Allegiance（2006年）
- The Premonition（2008年）
- Days of Defiance（2010年）
- Few Against Many（2012年）

### Bassinvaders
- Hellbassbeaters（2008年）

### Spiritual Beggars
- Return to Zero（2010年）
- Earth Blues（2013年）
- Sunrise to Sundown（2016年）

### その他の作品
- Faith Taboo - Psycopath（1997年）
- Vitalij Kuprij - Revenge（2005年）